# Patriarkatet i Peja
Patriarkatet i Peja (serbisk kyrilliska: Манастир Пећка патријаршија; latinska: Manastir Pećka patrijaršija; albanska: Patrikana e Pejës; kyrkslaviska: Печскаѧ Патрїархїѧ) är ett serbisk-ortodoxt kloster beläget i närheten av staden Peja i västra Kosovo. 
Klostret består av en sammansättning av flera kyrkor och är det andliga sätet och ett mausoleum för de serbiska ärkebiskoparna och patriarkerna. 

## Monument
Klostret är sedan år 1990 uppsatt på Serbiens lista över "Kulturmonument av exceptionell betydelse" och den 13 juli 2006 blev det uppsatt på Unescos världsarvslista som en utökning av Visoki Dečaniklostret och bildar tillsammans med andra kloster världsarvet "medeltida monument i Kosovo", vilket direkt blev uppsatt som ett hotat världsarv.

## Bilder

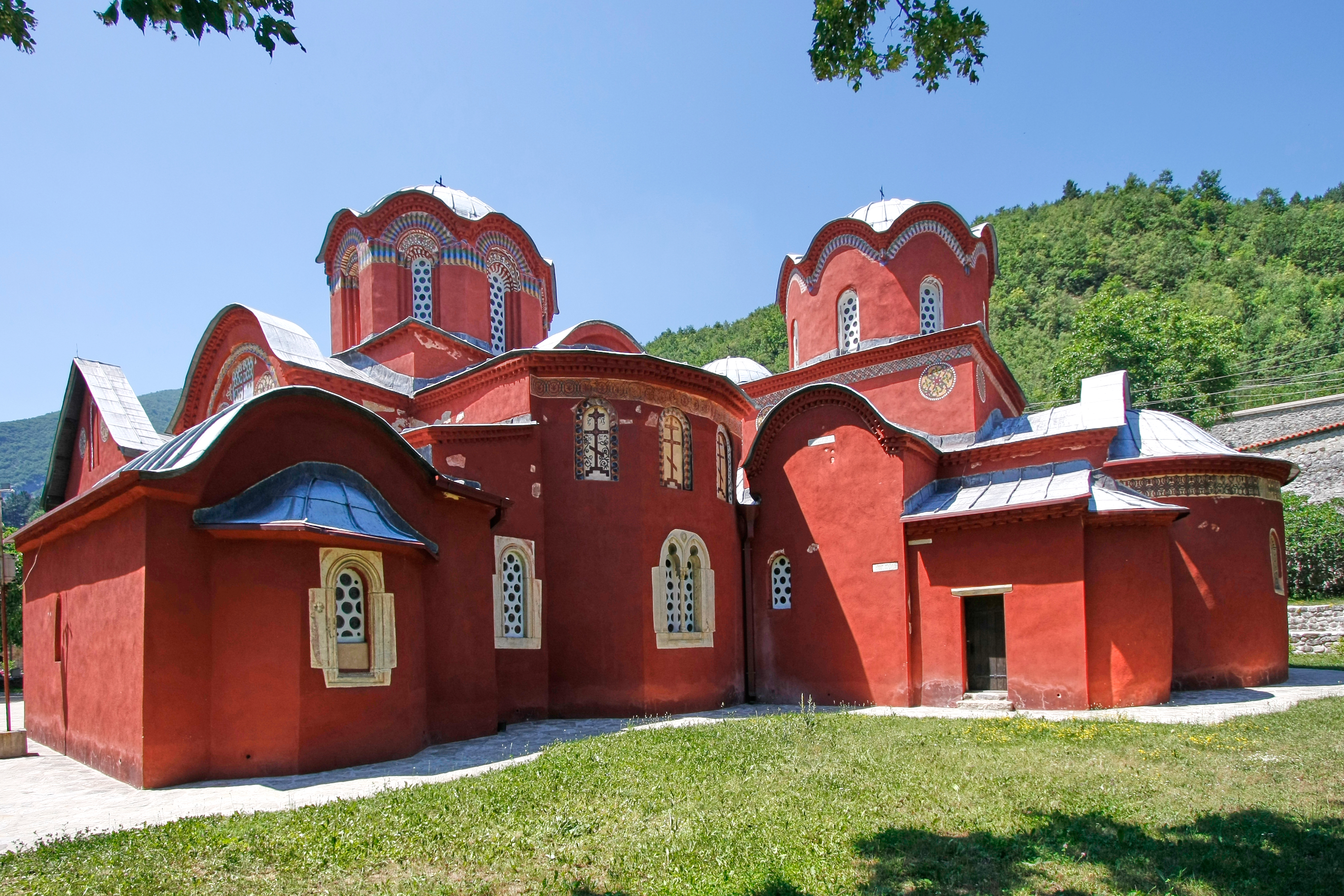
Baksidan.